# Plectranthus stylesii
Plectranthus stylesii là một loài thực vật có hoa trong họ Hoa môi. Loài này được T.J.Edwards mô tả khoa học đầu tiên năm 2005.